# Diatora prodeniae
Diatora prodeniae là một loài tò vò trong họ Ichneumonidae.